# Gagea micrantha
Gagea micrantha är en liljeväxtart som först beskrevs av Pierre Edmond Boissier, och fick sitt nu gällande namn av Adolf Adolph A. Pascher. Gagea micrantha ingår i Vårlökssläktet och i familjen liljeväxter. Inga underarter finns listade.